# Av Ren Lust
Av Ren Lust är ett studioalbum av Janne Schaffer från 1995.

## Låtlista
1. Vid sonforsens källa
2. Let those walls fall down
3. Norrland
4. Het sand
5. Blackan boggie blues
6. Amoretti
7. Regn
8. Fingermountain blues
9. Jag kan läsa dina tankar
10. Visa till gåsemora
11. Blå vindar om natten